# 吕礼
吕礼（?—?），战国人，初為秦国官员，秦昭襄王时为五大夫。前294年，秦相国穰侯魏冉想要杀他，他逃到魏国，转而到了齐国。齐湣王想联合秦国，听从祝弗的建议，就驱逐亲魏的周最，任命吕礼为相。吕礼主张秦齐联合，遭到孟尝君的反对。孟尝君和與穰侯合谋，破坏秦齐联合。吕礼逃亡，不知所终。